# Shugo Tokumaru
Shugo Tokumaru (トクマルシューゴ Tokumaru Shūgo, nacido el 29 de mayo de 1980) es un cantante/compositor y multi-instumentista japonés. Debutó en el 2004, con su álbum Night Piece, pero fue Port Enropy el más exitoso, llegando a estar entre los 40 principales en Japón. Tokumaru se encarga de todos los aspectos relacionados con su música, incluyendo la letra, arreglos, grabación y mezcla. Se destaca por la variedad de instrumentos que utiliza, y por su estilo, que incorpora elementos del pop, folk y la música electrónica. Su último álbum Toss salió a la venta el 19 de octubre de 2016 en Japón, y el 28 de abril de 2017 en Estados Unidos. También es miembro de la banda pop/rock Gellers.

## Biografía

#### Infancia
Shūgo Tokumaru nació y se crio en Tokyo. El primer instrumento con el que estuvo en contacto fue el piano, a los 5-6 años de edad. Durante la secundaria, Tokumaru comenzó a tocar la guitarra eléctrica, practicando sólo canciones de The Clash. Por esa misma época, se une a la banda Gellers, con quienes compartía un interés por la banda de punk rock The Blue Hearts. Recién a la edad de 17 años, comienza a escribir canciones para la banda, ya que el otro guitarrista era el letrista oficial. Simultáneamente, desarrolla un interés por la multi-instrumentación, ya que pensaba que la formación clásica de guitarra/bajo/batería no era suficiente.
Después de terminar la secundaria, Tokumaru viaja al exterior por dos años y medio, vieviendo la mayor parte en Los Ángeles. Durante su estadía en Estados Unidos, formó parte de una banda de jazz y grabó canciones en su casa.